# أزوسا ياماموتو
أزوسا ياماموتو (باليابانية: 山本梓؛ بالكانا: やまもと あずさ) هي تارينتو وعارضة وممثلة يابانية، ولدت في 24 أبريل 1981 في فوناباشي في اليابان.

## وصلات خارجية
- أزوسا ياماموتو على موقع IMDb (الإنجليزية)
- أزوسا ياماموتو على موقع ميوزك برينز (الإنجليزية)
- أزوسا ياماموتو على موقع قاعدة بيانات الفيلم (الإنجليزية)